# قائمة الانفعالات العاطفية
يوضح تصنيف المشاعر والانفعالات العاطفية العلاقة بين الأنواع المختلفة من المشاعر، وهناك العديد من التصانيف حاولت شرح هذه العلاقة.

## العواطف الأساسية المتناقضة
يوضح الجدول التالي قائمة من العواطف المتناقضة طبقا لمعيار محدد يتكون هذا المعيار من ثلاثة محاور:
1. أن يكون هناك دافع قوي لهذه المشاعر كالمتعة أو الألم
2. أن تكون هذه المشاعر استجابة لأحداث أو أشياء حقيقية أو متخيلة.
3. أن تدفع لنوع معين من السلوكيات.

وبالجمع بين هذه المحاور فإنه يمكن التفريق بين المشاعر والمزاج
| نوع العاطفة       | عاطفة إيجابية       | عاطفة سلبية              |
| ----------------- | ------------------- | ------------------------ |
| متصلة بخصائص كائن | اهتمام، فضول        | يقظة ذعر                 |
| متصلة بخصائص كائن | انجذاب، رغبة، إعجاب | نفور، اشمئزاز            |
| متصلة بخصائص كائن | مفجأة، تسلية        | لامبالاة، تعود           |
| تقييم المستقبل    | أمل                 | خوف                      |
| متعلقة بلأحداث    | امتنان، شكر         | غضب، ضغينة               |
| متعلقة بلأحداث    | فرح، غبطة، ابتهاج   | حزن، أسف                 |
| متعلقة بلأحداث    | صبر                 | إحباط، خيبة أمل          |
| تقييم الذات       | تواضع               | فخر                      |
| اجتماعية          | إحسان، فعل الخير    | طمع، جشع، بخل، حسد وغيرة |
| اجتماعية          | تعاطف               | قسوة                     |
| تركيز فكري        | حب                  | كره                      |

## طبقا لكتاب (Two of Aristotle's Rhetoric)
- الغضب وعكسة الهدوء
- الغرام (حب) وعكسة الكراهية
- الخوف وعكسة الشجاعة
- الخجل وعكسة الجرأة
- العطف وعكسة القسوة
- الشفقة
- السخط
- الحسد

## تصنيف HUMAINE
كلمة (HUMAINE) هي اختصار لـ(Human-Machine Interaction Network on Emotion ) وطبقا لها التصنيف يمكن تميز 48 عاطفة.
| - مشاعر سلبية قوية - غضب - انزعاج - اشمئزاز - ثوران - احتقار - مشاعر سلبية استسلامية - ملل - يأس - إحباط - جرح - حزن - أفكار ايجابية - شجاعة - أمل - تواضع - ثقة - إشباع/اقتناع - سلبية وغير متحكم فيها - توتر - خوف - بأس - عجز - قلق - ارتباك | - إيجابية هادئة - هدوء - استرخاء - راحة - قناعة - صفاء - إيجابية نشطة - إثارة - سعادة - سرور - مرح - بهجة - ابتهاج - تسلية - أفكار سلبية - فخر - شك - حقد - شعور بالذنب - عار - إحباط | - مشاعر اهتمام - مودة - تعاطف - حب - تودد - مشاعر تفاعلية - لطف/أدب - دهشة - تشويق - مشاعر إثارة/هياج - ضغط - صدمة - شد عصبي |

## طبقا لنظرية روبرت بلوتشيك

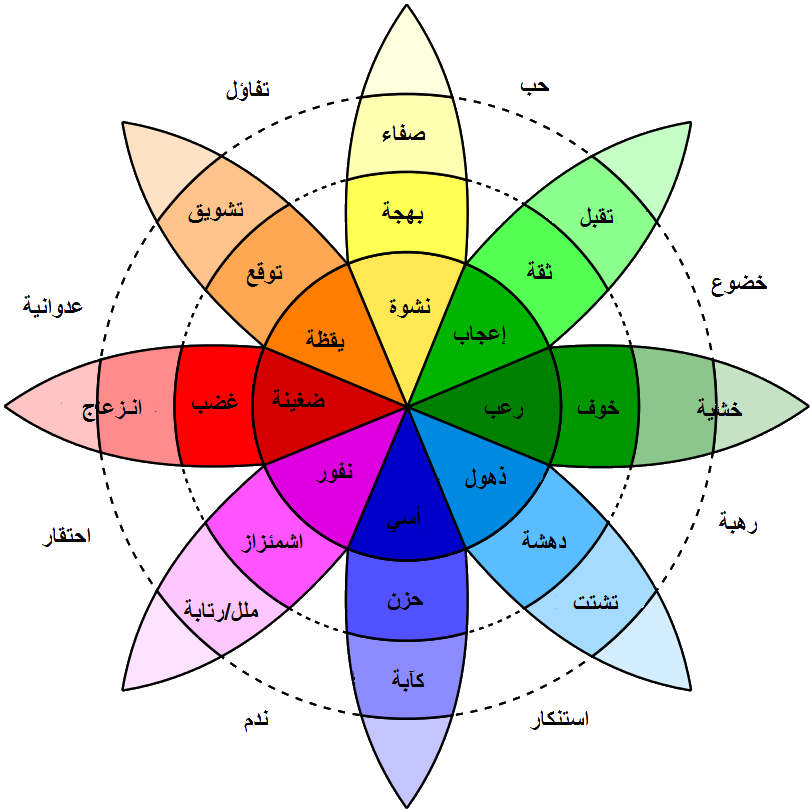
عجلة بلوتشيك للعواطف

وضع روبرت بلوتشيك (Robert Plutchik) عام 1980 مخطط عام للعواطف عرف باسم عجلة بلوتشيك للعواطف، أوضح من خلال هذا المخطط ثمان عواطف أساسية إلي جانب ثمان أخرى تتكون كل منها من عاطفتين اساسيتين.
| العواطف الأساسية | العواطف الأساسية المقابله/المضادة |
| ---------------- | --------------------------------- |
| السعادة          | الحزن                             |
| الثقة            | الاشمئزاز                         |
| الخوف            | الغضب                             |
| المفاجأة         | التوقع                            |